# هيروميتشي كونو
هيروميتشي كونو (باليابانية: 河野広道؛ بالكانا: こうの ひろみち) هو عالم إنسان وعالم حشرات ياباني، ولد في 1905، وتوفي في 1963.